# غاري بيرس (لاعب اتحاد الرغبي)
غاري بيرس (بالإنجليزية: Gary Pearce)‏ هو لاعب اتحاد الرغبي بريطاني، ولد في 2 مارس 1956 في فال أيلزبري في المملكة المتحدة.

## وصلات خارجية
- غاري بيرس عل موقع إسبنسكروم (الإنجليزية)